# シボレー・S-10
シボレー・S-10（Chevrolet S-10 ）は、アメリカの自動車メーカー、GMがシボレーブランドで販売しているピックアップトラックである。姉妹車にGMC・ソノマ、いすゞ・オンブレがある。
2004年の生産終了時には、シボレー・コロラド、GMC・キャニオン、いすゞ・iシリーズにそれぞれバトンタッチした。

## 初代（1982年-1993年）
いすゞが製造しシボレーブランドで売られていた、シボレー・LUVの後継として登場。レギュラーキャブのショートベット仕様は、日本の5ナンバーサイズに収まる、とてもコンパクトなアメリカンピックアップトラックだった。1983年モデルでこのモデルのSUV版、シボレー・S-10ブレイザーが登場。

## 2代目（1994年-2004年）
やや大型化され、また、ディーゼル車は廃止。ダブルキャブ、クルーキャブ仕様も登場した。フェイスリフトで、シボレー・C/Kやシボレー・アストロなどとよく似たフロントグリルの「シェビートラックマスク」が付けられる。1996年モデルから2000年モデルは、いすゞにオンブレとしてOEM供給された。2004年モデルで生産終了。

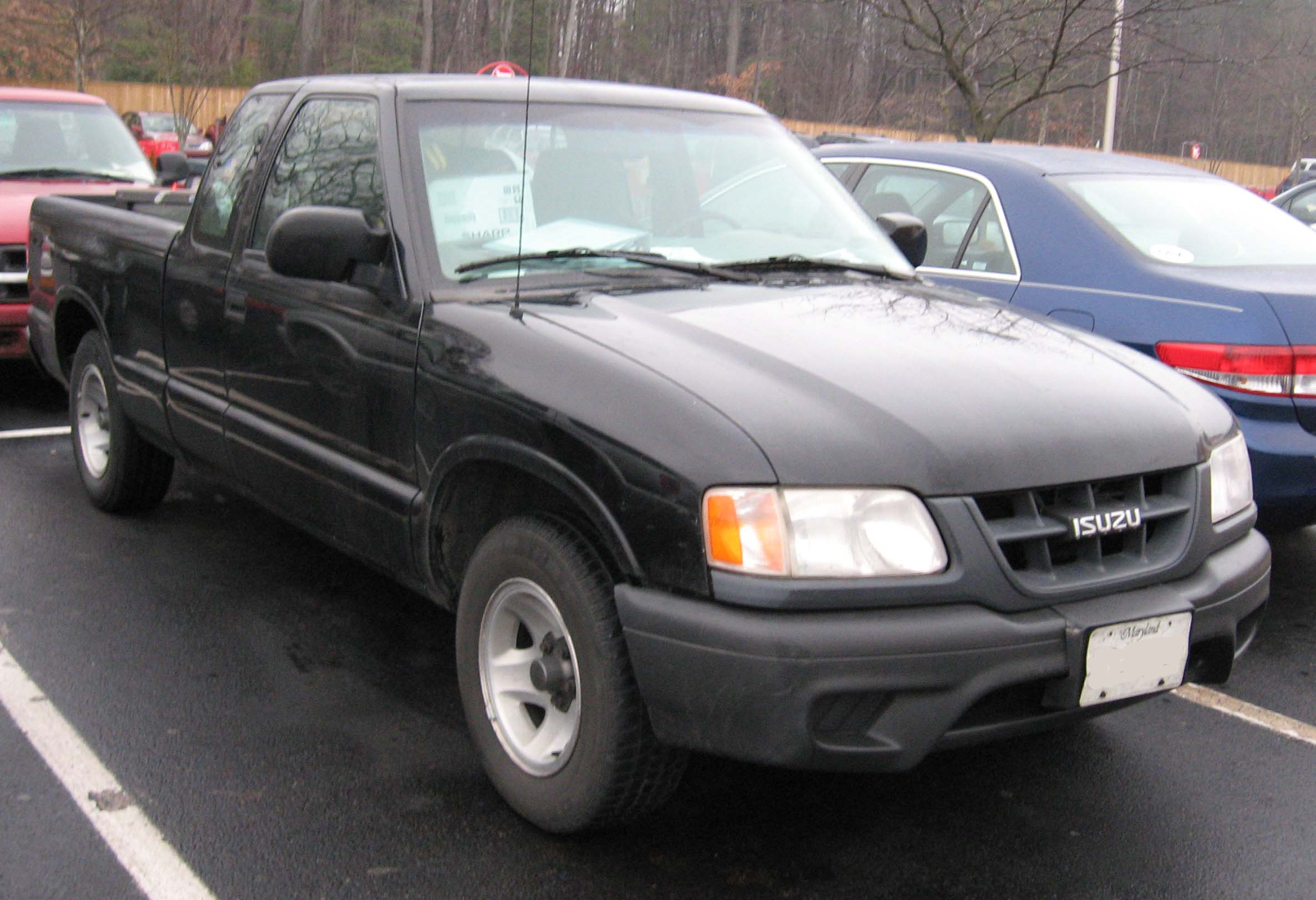
いすゞ・オンブレ

## 3代目（2012年-）
2012年、発表。姉妹車はいすゞ・D-MAX。
2016年7月、最初のマイナーチェンジを実施。
2020年、2度目のマイナーチェンジ。
2024年、3度目のマイナーチェンジ。

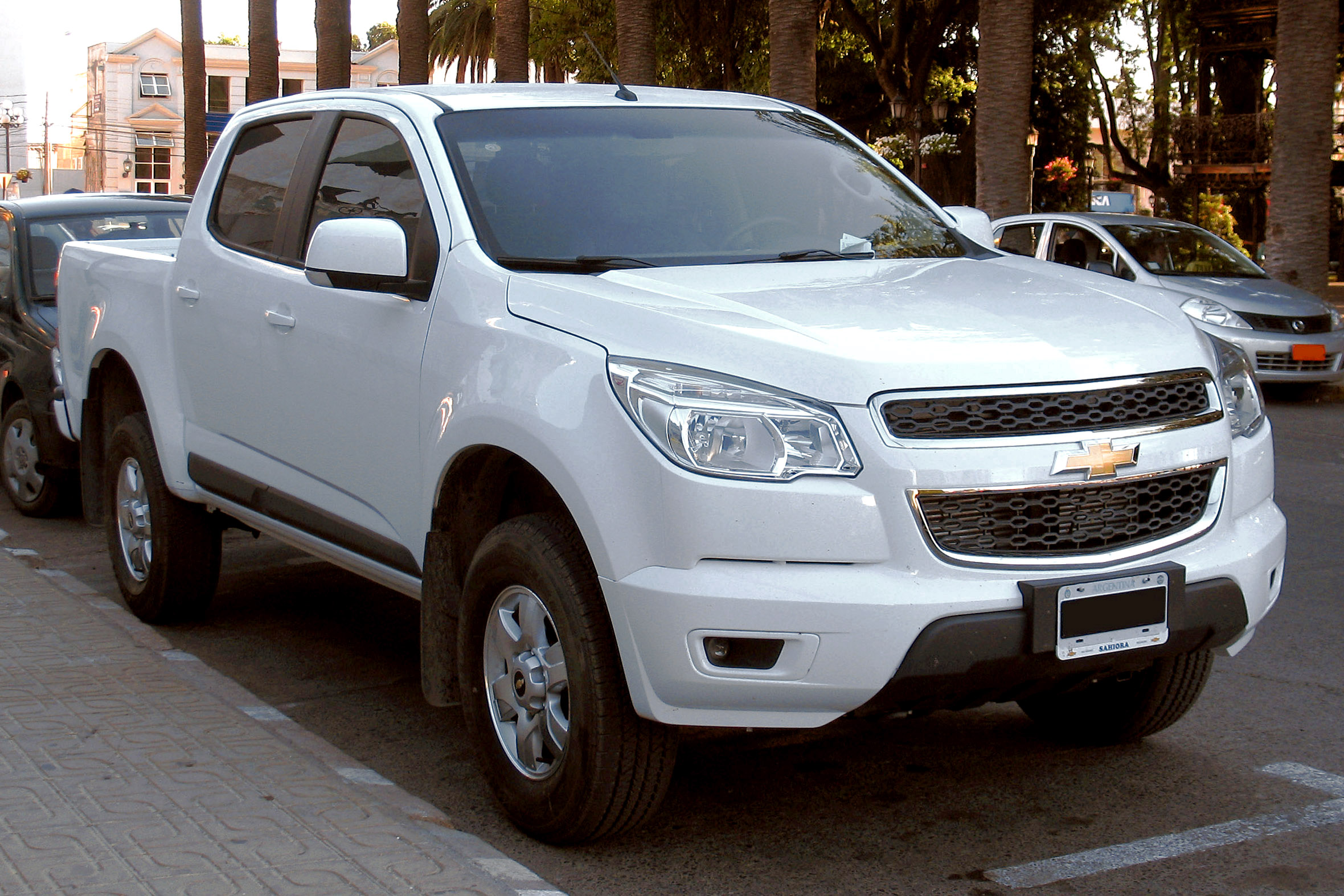
前期型
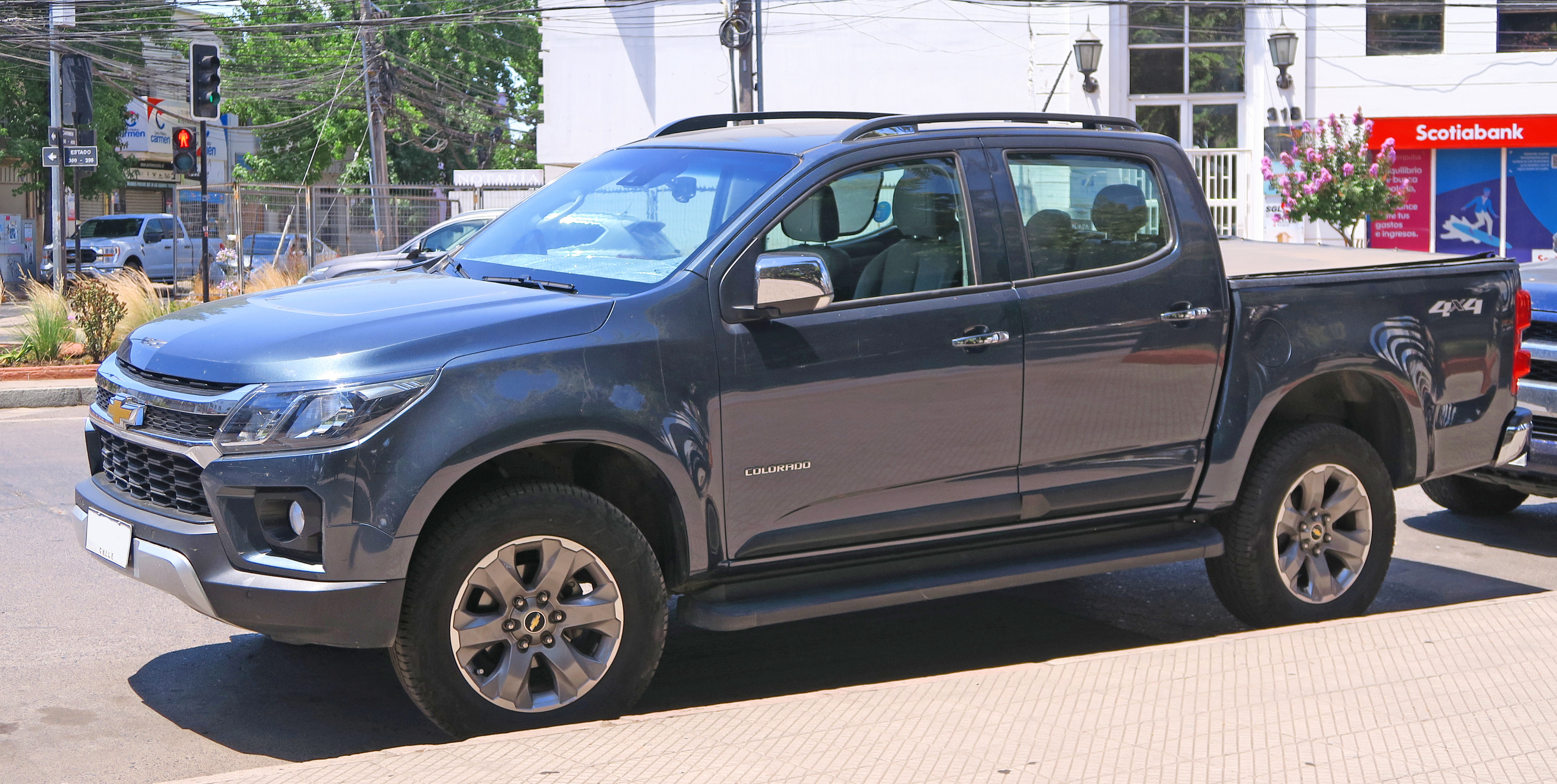
中期型